# Giulio Clovio

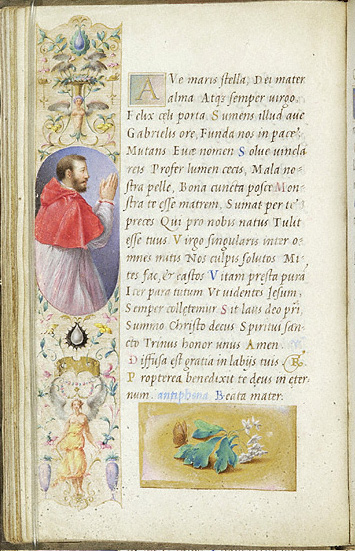
Jedna ze stron Oficjum do Najświętszej Panny

Giorgio Giulio Clovio (Juraj Julije Klović, Juraj Glovicic) (ur. 1498 w Grisono, zm. 5 stycznia 1578 w Rzymie) – włoski malarz, miniaturzysta i iluminator książek urodzony w Królestwie Chorwacji pozostającym w unii z Królestwem Węgier, aktywny głównie w renesansowych Włoszech.
Clovio jest uważany za jednego z najlepszych XVI-wiecznych iluminatorów książek. Jednak współczesną sławę zawdzięcza głównie przyjaźni z malarzem El Greco, któremu pomógł w młodości podczas jego pobytu we Włoszech.

## Życie i twórczość
W pierwszych latach po przybyciu do Rzymu Clovio, jeszcze jako Crovato (Chorwat), praktykował w pracowni Giulia Romano. Posiadał już umiejętności miniatorskie oraz znał techniki bizantyjskiego malarstwa i drobiazgowego rysunku, które nabył w młodości w rodzinnym Królestwie Chorwacji. Mimo iż próbował naśladować styl Tycjana, Rafaela i Michała Anioła, jego talent ujawnił się w miniaturze. Jako jeden z pierwszych zastosował metodę le pointille (punktowania) i ja udoskonalił. Pierwszą jego pracą była wykonana w kolorze miniatura Matki Boskiej, dla której wzorem był drzeworyt Albrechta Dürera.
W 1524 roku wyjechał na Węgry na służbę do króla węgierskiego Ludwika II, dla którego stworzył Wyrok Parysa i Lukrecję. Po śmierci Ludwika, który poległ w bitwie z Turkami pod Mohaczem, powrócił do Rzymu. Rok później przeżył złupienie miasta przez Hiszpanów i zarazę. Ciężko ranny, ledwo uszedł z życiem. Na znak pokory i wdzięczności w 1527 roku wstąpił do zakonu kanoników regularnych św. Augustyna i wyjechał do Mantui do klasztoru Św. Rufina. Z murów klasztornych wyciągnął go jego protektor kardynał Mariano Grimani i po otrzymaniu zezwolenia od papieża już jako Don Giulio Clovio powrócił do Rzymu i wstąpił w służbę kardynała Aleksandra Fernese. Tam wykonał dwadzieścia sześć miniatur do brewiarza Oficjum do Najświętszej Panny (Godzinki do Matki Boskiej) autorstwa Monterchiego, przedstawiających sceny ze Starego i Nowego Testamentu. Prace te trwały dziewięć lat. Clovio w tym czasie ozdobił m.in. również cztery strony w Modlitewniku do Matki Boskiej, wykonał cztery ilustracje z życia św. Pawła w Listach apostolskich. Kunszt wykonania tych prac ugruntował jego pozycję jako mistrza miniatur. W latach 1551–1553 Clovio pracował we Florencji, na dworze księcia Kosmy I, gdzie namalował m.in. miniaturę przedstawiającą żonę władcy Eleonorę z Toledo oraz podobiznę Chrystusa na podstawie starożytnego wizerunku należącego do Gotfryda z Bouillon, króla Jerozolimy i miniaturę Ukrzyżowanie z Marią Magdaleną.
Około 1568–1569 Clovio namalował portret króla hiszpańskiego Filipa II na zamówienie wicekróla Mediolanu. Portret spodobał się władcy, który zaprosił go do Hiszpanii, gdzie właśnie trwały prace przy bibliotece w Escorialu. Stary już mistrz skorzystał z zaproszenia, ale nie był w stanie podjąć się nowych zleceń. Z tego okresu pochodzi obraz El Greca Portret Giulia Clovia, który spotkał się z mistrzem jeszcze podczas swojego pobytu w Rzymie. Jego podobiznę uwiecznił również w obrazie Wypędzenie przekupniów ze świątyni.
Giulio Clovio powrócił do Rzymu, gdzie zmarł 5 stycznia 1578 roku. Jego grób, na którym widnieje napis „Pictor de Croatia”, znajduje się w bazylice św. Piotra w Okowach. Giorgio Vasari bardzo wysoko cenił prace Clovia i w swoich Żywotach... nazwał go „małym i nowym Michałem Aniołem” ówczesnych czasów.

## Wybrane prace

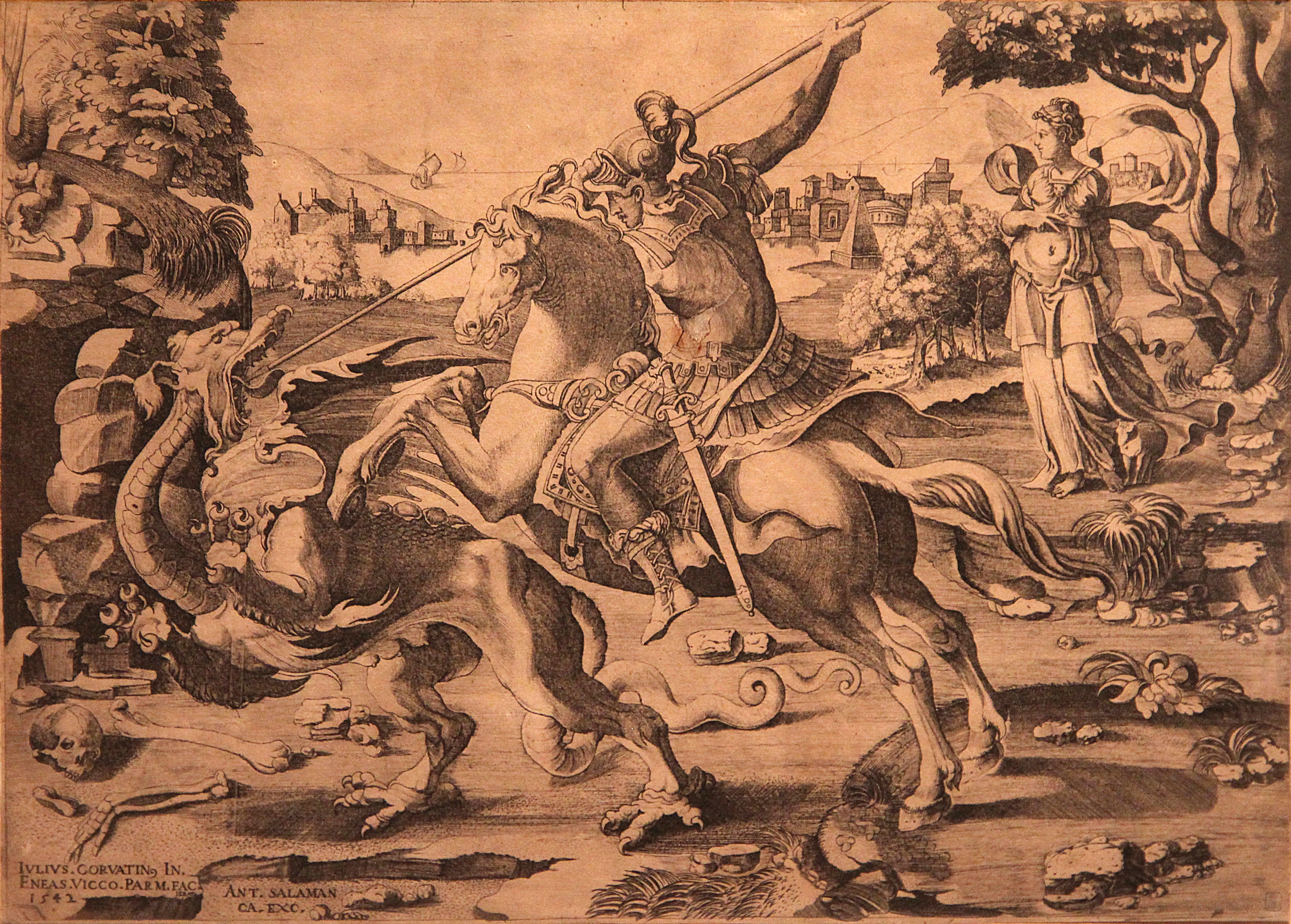
Grawerunek autorstwa Enea Vico na podstawie pracy Giulio Clovio (1522)

- Rękopis Soane – rękopis będący komentarzem do Listów Apostolskich. Clovio ozdobił je czterema scenami z życia św. Pawła. manuskrypt znajduje się w prywatnej kolekcji Sir Johna Soane Museum w Londynie
- Godzinki Farnese – dwadzieścia sześć miniatur wykonanych w 1546 roku do brewiarza kardynała Alessandro Farnese, (obecnie w Morgan Library, Nowy Jork).
- Lekcjonarz – sześć całostronicowe ilustracje do lekcjonarza wykonane dla kardynała Alessandro Farnese. Obecnie praca znajduje się w Nowojorskiej Bibliotece Publicznej w Nowym Jorku
- Mszał Colonny – praca z 1512 roku dla kardynała Pompeo Colonna (obecnie Rylands John University Library w Manchesterze).